# فیلمونت اسکات رنچ
فیلمونت اسکات رنچ (به انگلیسی: Philmont Scout Ranch) یک مزرعه (محل) در ایالات متحده آمریکا است که در نیومکزیکو واقع شده‌است.